# Iowa River
Iowa er en flod som løber fra nord mod syd i delstaten Iowa i USA. Den er en stor biflod til Mississippifloden, og er omkring 520 km lang. Flodsystemets totale afvandingsområde er på 12.110 km². Nederst, efter at have passeret Iowa City, løber den sammen med den 483 km lange flod Cedar River som kommer parallelt fra øst, før de begge munder ud via et fælles flodløb på vestsiden af Mississippi.
Pine Lake State Park ligger ved Iowa River ved byen Eldora.